# 長命ケ丘
長命ケ丘（ちょうめいがおか）は、宮城県仙台市泉区の町丁。郵便番号は981-3212。住民基本台帳に基づく人口は6,947人、世帯数は3,380世帯（2025年4月1日現在）。現行行政地名は長命ケ丘一丁目から長命ケ丘六丁目であり、住居表示は全域で未実施。

## 概要
仙台市泉区中南部に位置する住宅地。約144haの面積を持ち、計画戸数を約2,630戸、計画人口を約10,400人として、七北田丘陵中北部に造成・分譲された。
東に加茂団地、西に南中山団地、南に桜ケ丘団地・川平団地と、三方を団地に囲まれ、北側は崖となっており、その下に「とどヶ沢溜池」（貯水池）が広がる。外縁部を、東北自動車道（北）、宮城県道264号大衡仙台線（東）、市道泉7号荒巻根白石線（西）、宮城県道37号仙台北環状線（南）に囲まれ、住宅地内を、市道泉4008号長命ケ丘幹線2号線（学校通り）が縦断、市道泉4009号長命ケ丘幹線3号線（愛の鐘通り）が横断、市道泉4010号長命ケ丘幹線4号線が環状に走る。
長命ヶ丘公園の他、11の街区公園と2つの緑地が整備されているほか、トウカエデ・ケヤキ・カツラが住宅地を通る全ての幹線道路に街路樹として植えられている。住宅地内を走る2つの幹線道路（学校通り・愛の鐘通り）の結節点にあたる4丁目・5丁目付近にスーパーをはじめとする商業施設を配している。
| 開発名               | 造成主体                    | 現在の住所       | 造成時期 （年度） | 面積 (ha) | 計画 （戸） | 位置                 |
| -------------------- | --------------------------- | ---------------- | ----------------- | --------- | ----------- | -------------------- |
| 長命ケ丘ニュータウン | 大和ハウス工業 双葉綜合開発 | 長命ケ丘1～6丁目 | 1974-1979         | 142.2     | 2641        | 地図 - Google マップ |
| 加茂第二             | 宮城県住宅供給公社          | 長命ケ丘東       | 1981-1983         | 08.5      | 0139        | 地図 - Google マップ |
| 加茂団地             | 宮城県住宅供給公社          | 加茂1～5丁目     | 1977-1981         | 114.8     | 1765        | 地図 - Google マップ |

## 地名の由来
造成前の地名が上谷刈字長命岫（かみやがり あざ ちょうめいくき）であったことから、長命ケ丘と命名された。「長命」は、中世の豪族・長命氏に由来し、長命館（長命氏の居城）、長命堤、長命滝不動尊が隣接する。

## 歴史
旧泉市上谷刈に長命ヶ丘ニュータウンとして、大和ハウス工業によって造成された。

### 年表
- 1971年（昭和46年）11月1日 - 宮城郡泉町が市制施行して泉市となる。
- 1975年（昭和50年） - 造成開始。
- 1979年（昭和54年） - 泉市立長命ヶ丘小学校開校（仙台市への編入に伴い仙台市立長命ヶ丘小学校）。
- 1980年（昭和55年） - 造成完了。
- 1984年（昭和59年） - 泉市立長命ヶ丘中学校開校（仙台市への編入に伴い仙台市立長命ヶ丘中学校）。
- 1988年（昭和63年）3月1日 - 泉市が仙台市に編入合併されたのに伴い、仙台市内となる。
- 1989年（平成元年）4月1日 - 仙台市の政令指定都市移行に伴い、泉区内となる。

## 世帯数と人口
2025年（令和7年）4月1日現在の世帯数と人口は以下の通りである。
| 町丁           | 世帯      | 人口    |
| -------------- | --------- | ------- |
| 長命ケ丘一丁目 | 542世帯   | 1,156人 |
| 長命ケ丘二丁目 | 410世帯   | 840人   |
| 長命ケ丘三丁目 | 822世帯   | 1,667人 |
| 長命ケ丘四丁目 | 752世帯   | 1,540人 |
| 長命ケ丘五丁目 | 435世帯   | 857人   |
| 長命ケ丘六丁目 | 419世帯   | 887人   |
| 計             | 3,380世帯 | 6,947人 |

## 小・中学校の学区
小・中学校の学区は以下の通りとなる。
| 町丁           | 街区符号・住居番号 | 小学校         | 中学校         |
| -------------- | ------------------ | -------------- | -------------- |
| 長命ケ丘一丁目 | 全域               | 長命ケ丘小学校 | 長命ケ丘中学校 |
| 長命ケ丘二丁目 | 全域               | 長命ケ丘小学校 | 長命ケ丘中学校 |
| 長命ケ丘三丁目 | 全域               | 長命ケ丘小学校 | 長命ケ丘中学校 |
| 長命ケ丘四丁目 | 全域               | 長命ケ丘小学校 | 長命ケ丘中学校 |
| 長命ケ丘五丁目 | 全域               | 長命ケ丘小学校 | 長命ケ丘中学校 |
| 長命ケ丘六丁目 | 全域               | 長命ケ丘小学校 | 長命ケ丘中学校 |

## 主な施設

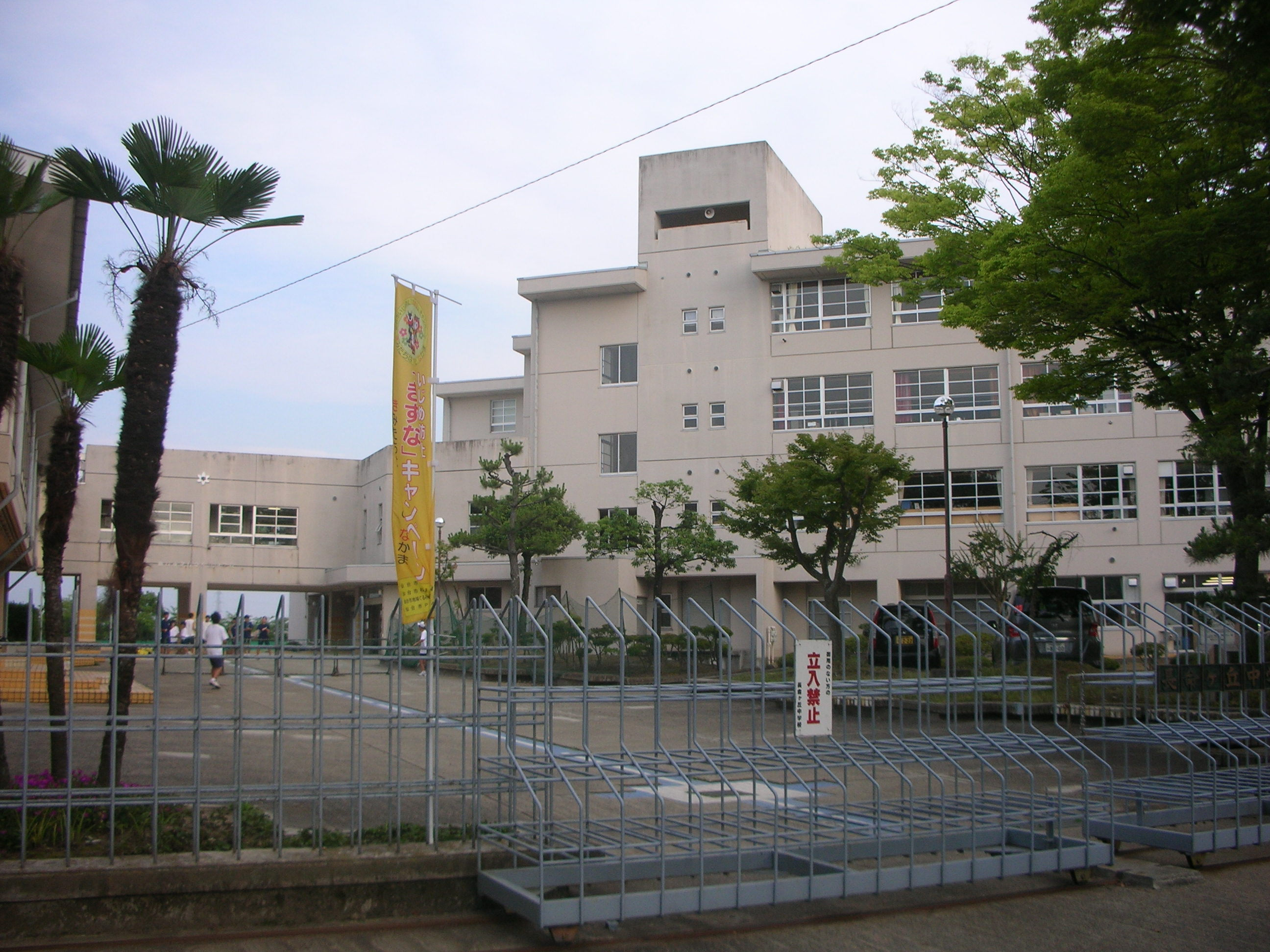
仙台市立長命ケ丘中学校（2015年7月3日）

- 仙台市立長命ヶ丘中学校（2丁目）
- 宮城厚生協会 泉病院（2丁目）
- 泉長命ケ丘郵便局（4丁目）
- 七十七銀行長命ヶ丘支店（4丁目）
- 仙台市立長命ヶ丘小学校（5丁目）
- 長命ヶ丘公園（5丁目）
  - 野球場
  - 庭球場

## アクセス

### バス
- 仙台市営バス
  - [S904][S923]系統 仙台駅より約40分
  - [S904]系統 北仙台駅より約22分
  - [30]系統 泉中央駅より約10分[注 3]
- 宮城交通
  - 八乙女駅より約15分

### 自動車
- 東北自動車道
  - 泉スマートICより約5分
  - 泉ICより約10分